# みずうみカルテの淡水病院ラジオ
『みずうみカルテの淡水病院ラジオ』（みずうみカルテのたんすいびょういんラジオ）は、stand.fmで放送しているラジオ番組。2024年10月22日放送開始。
慶応義塾大学お笑い道場O-keisに所属する伊藤真剣ピーナツ、田代、しょうこがパーソナリティを務める。

## 概要
2024年10月22日より当時大学4年目の伊藤真剣ピーナツが「大学お笑いの終活」という目的をなすべく基本月1本を目安に放送開始。タイトルである「みずうみカルテ」はしょうこがサークル入会当初に組んでいたコンビ名。収録場所はO-keisの部室や部室棟内。
レギュラーパーソナリティとして伊藤真剣ピーナツ、田代(カオスネルドラント)、しょうこ(攻守マンチカン)が出演し、収録場所の関係からたまたまその場に居合わせたO-keisのメンバーが参加することもある。
基本的には前半で3人のフリートークを行ったのち、部室にいるメンバーを交えて進行していく。内容は回によってばらばらだが、ゴシップを発する際は人の名前を野菜に置き換えて話すというルールがある。

## コーナー

### いいわけねぇだろ
- しょうこのスタンスでありネタ中のセリフでもある「いいわけねぇだろ！」から派生し誕生したコーナー。
- リスナーの身の回りで起こったことをしょうこが「いいわけねぇ」のかどうかを判断する。
- メールの冒頭で必ずしょうこに挨拶をすることが慣習となっている。

### ゼミ？
- 第3回放送にてしょうこが所属するゼミの様子を実況する予定だったが、それが叶わずゼミの実態を知ることができなかった田代のために(しょうこが所属する)ゼミがどのようなものなのかを紹介するコーナー。
- 原則しょうこが所属するゼミに関するメールを紹介するため、メールを送ることができるのは同ゼミに所属する人間のみとなっている。
- 実際のゼミでしょうこは災害廃棄物に関する発表を90分間行い、担当教員に「シブいですねぇ～」と言われていたため、メールの内容も「〇〇について発表し、□□いですねぇ～と言われました」といった文面のメールが多い。

## ノルマ

### タイトルコール
- かつて組んでいたコンビである「みずうみカルテ」を忌み嫌うしょうこを怒らせるために必ずする必要がある。
- 「田代と」「しょうこと」「伊藤で」とそれぞれが言った後3人で「みずうみカルテの淡水病院ラジオ」とコールする。
- ノルマであるため基本的には放送開始序盤に行われるが、忘れていた場合終盤に行う。

## よく登場する人物、単語
なかね
- みずうみカルテをしょうこと組んでいたO-keisの同期。

いとうのライブ
- 伊藤真剣ピーナツが毎週開催しているライブ。